# Roque Benavides
Roque Eduardo Benavides Ganoza (Lima, 20 de agosto de 1954) es un ingeniero civil, empresario minero, dirigente gremial y heredero multimillonario peruano.
Ha sido considerado el empresario más poderoso de Perú de acuerdo a la Encuesta del Poder 2019 de la revista Semana Económica e IPSOS Perú. Es un promotor y defensor del desarrollo minero en el país.

## Biografía
Es hijo del geólogo y empresario minero Alberto Benavides de la Quintana y de Elsa Ganoza de la Torre. Por su lado paterno, es sobrino nieto de la primera dama Francisca Benavides Diez Canseco (esposa del presidente Óscar R. Benavides), del exalcalde de Lima Augusto Benavides Diez Canseco, del exministro Alfredo Benavides Diez Canseco y de María Benavides Diez Canseco (esposa del arquitecto Ricardo de Jaxa Malachowski). Asimismo, es bisnieto de Ismael de la Quintana Elías, exministro de Hacienda y Comercio durante el gobierno del presidente Remigio Morales Bermúdez y pariente del pionero de la minería peruana de fines del siglo XIX Eulogio Fernandini de la Quintana.
Por su familia materna, es nieto de Eduardo Ganoza y Ganoza, exvicepresidente de la República durante el gobierno de José Luis Bustamante y Rivero. Además, es descendiente de José Félix Ganoza y Orbegoso, pariente del médico Agustín Ganoza y Cavero y sobrino nieto del destacado intelectual aprista Víctor Raúl Haya de la Torre. 
Entre sus hermanos se encuentran el educador Alberto Benavides Ganoza y Elsa Blanca Benavides Ganoza, casada con el abogado peruano José Miguel Morales Dasso.
Está actualmente casado con Thessa Navarro-Grau Dyer, descendiente directa del destacado almirante peruano Miguel Grau Seminario, héroe de la Guerra del Pacífico.

## Vida profesional
Obtuvo el título de bachiller en ingeniería civil en la Pontificia Universidad Católica del Perú en 1977. Posteriormente, realizó una maestría en Administración de Empresas en Henley, The Management College de la Universidad Brunel en 1980. Culminó luego el Programa Avanzado de Administración de Empresas en la Harvard Business School en 1985 y el Programa de Avanzado de Administración de Empresas en el Templeton College de la Universidad de Oxford en 1997.
Ha liderado instituciones gremiales del país: fue presidente de la Sociedad Nacional de Minería, Petróleo y Energía (1993–1995), dos veces presidente de CONFIEP (1999–2001 y 2017–2019), y fue electo decano departamental del Colegio de Ingenieros del Perú – Consejo Departamental de Lima (2022–2024). Además, forma parte del directorio del Banco de Crédito del Perú, Minera El Brocal y Unión Andina de Cementos.
Ha sido presidente del directorio y gerente general de la Compañía de Minas Buenaventura (2001-2017), fundada por su padre en 1953, presidente de la Sociedad Nacional de Minería, Petróleo y Energía (1993-1995), presidente del Instituto de Seguridad Minera (ISEM), director del Banco de Crédito del Perú, director de la Sociedad Minera El Brocal S.A.A. y director de Unión Andina de Cementos, entre otras empresas. Es además miembro del consejo consultivo de Minera Yanacocha desde el 2008, siendo su vicepresidente desde el 2014.
Ejerció el cargo de presidente de la CONFIEP entre 1999-2001 y nuevamente entre 2017-2019. Asimismo, es actualmente es el decano departamental de Lima del Colegio de Ingenieros del Perú. En cuanto a sus posturas, Benavides se ha manifestado contra la intervención estatal en el sector bancario, abogando por la gestión privada de dicho sistema.
En el ámbito académico, es miembro del consejo consultivo de la Facultad de Administración de la Pontificia Universidad Católica del Perú y del consejo consultivo de la Universidad de Ingeniería y Tecnología.

## Participación política
Durante sus años iniciales como estudiante en la Pontificia Universidad Católica del Perú, participó en el Comando Universitario Aprista junto a Carlos Roca Cáceres, César Campos Rodríguez, Mauricio Mulder, Agustín Haya de la Torre, entre otros.
El 22 de septiembre de 2020, se inscribió como miembro del Partido Aprista Peruano como gesto simbólico de reivindicación familiar con su tío materno Víctor Raúl Haya de la Torre.

## Publicaciones
- Víctor Raúl Haya de la Torre: el ser humano, 2017.
- Víctor Raúl. Docencia y decencia, 2021.
- Víctor Raúl Haya de la Torre. Centenario del APRA (1924-2024), 2024.

## Reconocimientos
- Orden del Trabajo en el grado de Gran Oficial - Ministerio de Trabajo
- Palmas Magisteriales en el grado Amauta - Ministerio de Educación (2011)[15]
- Distinción - Centenario de la Pontificia Universidad Católica del Perú
- Doctor honoris causa:
  - Universidad Nacional del Centro del Perú
  - Universidad Nacional Daniel Alcides Carrión
  - Universidad Científica del Perú